# Paraboloid koordináta-rendszer

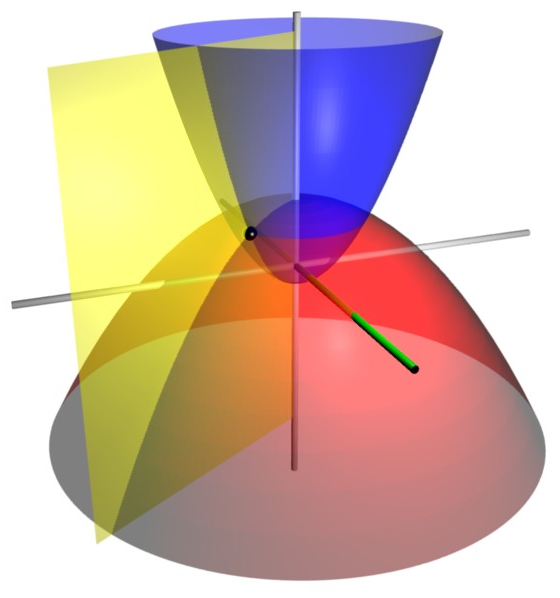
A háromdimenziós paraboloid koordináta-rendszer koordinátafelületei

A paraboloid koordináta-rendszer egy háromdimenziós koordináta-rendszer, ami a parabolikus koordináta-rendszer térbeli általánosítása a {\displaystyle (\mu ,\nu ,\lambda )} koordinátákkal. Koordinátafelületei elliptikus paraboloidok. Különbözik a parabolikus hengerkoordináta-rendszertől és a forgásparaboloid koordináta-rendszertől, melyek szintén a kétdimenziós parabolikus koordináta-rendszer térbeli általánosításai. Az előbbi koordinátafelületei parabolikus hengerek, míg a másodiké forgásparaboloidok. Szemben a másik két koordináta-rendszertől, nem kapható meg a kétdimenziós parabolikus koordináta-rendszer vetítésével vagy forgatásával.

## Alapképletek
Az {\displaystyle (x,y,z)} Descartes-koordináták a következő egyenletekkel kaphatók meg a {\displaystyle (\mu ,\nu ,\lambda )} koordinátákból:
{\displaystyle x^{2}={\frac {4}{b-c}}(\mu -b)(b-\nu )(b-\lambda )}
{\displaystyle y^{2}={\frac {4}{b-c}}(\mu -c)(c-\nu )(\lambda -c)}
{\displaystyle z=\mu +\nu +\lambda -b-c}
ahol
{\displaystyle \mu >b>\lambda >c>\nu >0}
Következik, hogy a konstans {\displaystyle \mu }-jű felületek lefelé nyitott elliptikus paraboloidok:
{\displaystyle {\frac {x^{2}}{\mu -b}}+{\frac {y^{2}}{\mu -c}}=-4(z-\mu )}
a konstans {\displaystyle \nu }-höz tartozó koordinátafelületek felfelé nyitott elliptikus paraboloidok:
{\displaystyle {\frac {x^{2}}{b-\nu }}+{\frac {y^{2}}{c-\nu }}=4(z-\nu )}
a konstans {\displaystyle \lambda }-hoz tartozó felületek hiperbolikus paraboloidok:
{\displaystyle {\frac {x^{2}}{b-\lambda }}-{\frac {y^{2}}{\lambda -c}}=4(z-\lambda )}

## Skálázási tényezők
A {\displaystyle (\mu ,\nu ,\lambda )} paraboloid koordináták skálázási tényezői:
{\displaystyle h_{\mu }=\left[{\frac {\left(\mu -\nu \right)\left(\mu -\lambda \right)}{\left(\mu -b\right)\left(\mu -c\right)}}\right]^{1/2}}
{\displaystyle h_{\nu }=\left[{\frac {\left(\mu -\nu \right)\left(\lambda -\nu \right)}{\left(b-\nu \right)\left(c-\nu \right)}}\right]^{1/2}}
{\displaystyle h_{\lambda }=\left[{\frac {\left(\lambda -\nu \right)\left(\mu -\lambda \right)}{\left(b-\lambda \right)\left(\lambda -c\right)}}\right]^{1/2}}
így az infinitezimális térfogatelem
{\displaystyle dV={\frac {(\mu -\nu )(\mu -\lambda )(\lambda -\nu )}{\left[(\mu -b)(\mu -c)(b-\nu )(c-\nu )(b-\lambda )(\lambda -c)\right]^{1/2}}}\ d\lambda d\mu d\nu }

## Differenciáloperátorok
A differenciáloperátorok kifejezhetők a  {\displaystyle (\mu ,\nu ,\lambda )} koordinátákkal úgy, hogy behelyettesítjük a skálázási tényezőket az ortogonális koordináta-rendszerek általános képleteibe. Például a gradiens:
{\displaystyle \nabla =\left[{\frac {\left(\mu -b\right)\left(\mu -c\right)}{\left(\mu -\nu \right)\left(\mu -\lambda \right)}}\right]^{1/2}\mathbf {e} _{\mu }{\frac {\partial }{\partial \mu }}+\left[{\frac {\left(b-\nu \right)\left(c-\nu \right)}{\left(\mu -\nu \right)\left(\lambda -\nu \right)}}\right]^{1/2}\mathbf {e} _{\nu }{\frac {\partial }{\partial \nu }}+\left[{\frac {\left(b-\lambda \right)\left(\lambda -c\right)}{\left(\lambda -\nu \right)\left(\mu -\lambda \right)}}\right]^{1/2}\mathbf {e} _{\lambda }{\frac {\partial }{\partial \lambda }}}
és a Laplace-operátor:
{\displaystyle {\begin{aligned}\nabla ^{2}=&\left[{\frac {\left(\mu -b\right)\left(\mu -c\right)}{\left(\mu -\nu \right)\left(\mu -\lambda \right)}}\right]^{1/2}{\frac {\partial }{\partial \mu }}\left[(\mu -b)^{1/2}(\mu -c)^{1/2}{\frac {\partial }{\partial \mu }}\right]\\&+\left[{\frac {\left(b-\nu \right)\left(c-\nu \right)}{\left(\mu -\nu \right)\left(\lambda -\nu \right)}}\right]^{1/2}{\frac {\partial }{\partial \nu }}\left[(b-\nu )^{1/2}(c-\nu )^{1/2}{\frac {\partial }{\partial \nu }}\right]\\&+\left[{\frac {\left(b-\lambda \right)\left(\lambda -c\right)}{\left(\lambda -\nu \right)\left(\mu -\lambda \right)}}\right]^{1/2}{\frac {\partial }{\partial \lambda }}\left[(b-\lambda )^{1/2}(\lambda -c)^{1/2}{\frac {\partial }{\partial \lambda }}\right]\end{aligned}}}

## Alkalmazások
A paraboloid koordináta-rendszer hasznos bizonyos differenciálegyenletek megoldásához. Például a Laplace-egyenlet és a Helmholtz-egyenlet szeparábilis a paraboloid koordinátákban. Így a koordináta-rendszer használható paraboloid szimmetriájú rendszerekben, például amikor a peremfeltételek paraboloidszeleten vannak megadva. 
A Helmholtz-egyenlet {\displaystyle (\nabla ^{2}+k^{2})\psi =0}. Elvégezve a {\displaystyle \psi =M(\mu )N(\nu )\Lambda (\lambda )} helyettesítést, a leválasztott egyenletek:

{\displaystyle {\begin{aligned}&(\mu -b)(\mu -c){\frac {d^{2}M}{d\mu ^{2}}}+{\frac {1}{2}}\left[2\mu -(b+c)\right]{\frac {dM}{d\mu }}+\left[k^{2}\mu ^{2}+\alpha _{3}\mu -\alpha _{2}\right]M=0\\&(b-\nu )(c-\nu ){\frac {d^{2}N}{d\nu ^{2}}}+{\frac {1}{2}}\left[2\nu -(b+c)\right]{\frac {dN}{d\nu }}+\left[k^{2}\nu ^{2}+\alpha _{3}\nu -\alpha _{2}\right]N=0\\&(b-\lambda )(\lambda -c){\frac {d^{2}\Lambda }{d\lambda ^{2}}}-{\frac {1}{2}}\left[2\lambda -(b+c)\right]{\frac {d\Lambda }{d\lambda }}-\left[k^{2}\lambda ^{2}+\alpha _{3}\lambda -\alpha _{2}\right]\Lambda =0\\\end{aligned}}}
ahol {\displaystyle \alpha _{2}} és {\displaystyle \alpha _{3}} szeparációs konstansok. Hasonlóan, a Laplace-egyenlet megkapható a {\displaystyle k=0} helyettesítéssel a fentiekbe. 
A leválasztott egyenletek mindegyike a Baer-egyenlet alakjára hozható. Azonban az egyenletek közvetlen megoldása nehézkes, mivel az {\displaystyle \alpha _{2}} és {\displaystyle \alpha _{3}} konstansok mindegyike megjelenik minden egyenletben. 
A fenti megközelítéssel a paraboloid koordináták használhatók egy paraboloid alakú vezető elektromos mezőjének megoldásához.

## Fordítás
Ez a szócikk részben vagy egészben  a   Paraboloidal coordinates című angol Wikipédia-szócikk fordításán alapul.  Az eredeti cikk szerkesztőit annak laptörténete sorolja fel. Ez a jelzés csupán a megfogalmazás eredetét és a szerzői jogokat jelzi, nem szolgál a cikkben szereplő információk forrásmegjelöléseként.